# 齊奧省
6°26′00″N 1°13′00″E / 6.4333°N 1.2167°E
齊奧省（法語：Préfecture du Zio），是多哥的30個省份之一，位於該國南部，由濱海區負責管轄，首府設於策維埃，面積2,054平方公里，2010年人口295,177，人口密度每平方公里143.7人。